# Вексилология
Вексилологията е изучаването на знамена, щандарти, вимпели и други видове знамена – държавни, фирмени, спортни и други.
Думата вексилология произлиза от латинското vexillum, което се превежда като „военно знаме“, използвано от римските легиони.
Към края на 1960-те години на 20 век в Америка и Европа се появява голямо любопитство към вексилологията. Скоро след това са основани много специализирани периодически издания, съществуващи и до наши дни. Вексилологията е станала известна от книгите на американския вексилолог Уитни Смит, които са преведени на почти всички европейски езици.
Правила на вексилологията
1. Семплост (Да се рисува по памет)
2. Символика
3. Не повече от 3 цвята
4. Без емблеми,гербове и надписи(Не се различават)
5. Уникалност